# Thelypteris pteroidea
Thelypteris pteroidea är en kärrbräkenväxtart som först beskrevs av Kl., och fick sitt nu gällande namn av R. Tryon. Thelypteris pteroidea ingår i släktet Thelypteris och familjen Thelypteridaceae. Inga underarter finns listade.